# Onoreidium bottimeri
Onoreidium bottimeri är en skalbaggsart som beskrevs av Henry Fuller Howden och Young 1981. Onoreidium bottimeri ingår i släktet Onoreidium och familjen bladhorningar. Inga underarter finns listade i Catalogue of Life.